# Турья (приток Сосьвы)
Турья — река на Урале, правый приток реки Сосьвы. Протекает по территории муниципальных округов Карпинск, Краснотурьинск и Серовского муниципального округа Свердловской области. Река мелкая, несудоходная, предгорного типа, с чередующимися плёсами и перекатами.
Длина реки Турьи — 128 км, площадь бассейна — 1160 км². Среднегодовой расход воды — в 72 км от устья 2,64 м³/сек. Русло извилистое, ширина русла 10—40 м, местами до 50 м, скорость течения 1—2 м/сек. Глубина реки на перекатах колеблется от 0,2 до 0,5 м, на плёсах не превышает 2 м. Долина реки местами заболочена.
Турья — название мансийское, образованное из двух частей: «тур-» — озеро, «-я» — река.

## Географические сведения
Река начинается в болотистой местности юго-западнее Верхнего и Нижнего Княспинских озёр, расположенных неподалёку друг от друга. Питание смешанное, значительную долю воды дают реке талые снеговые воды и дожди. Замерзает в конце октября, вскрывается в конце апреля — 1-й половине мая.

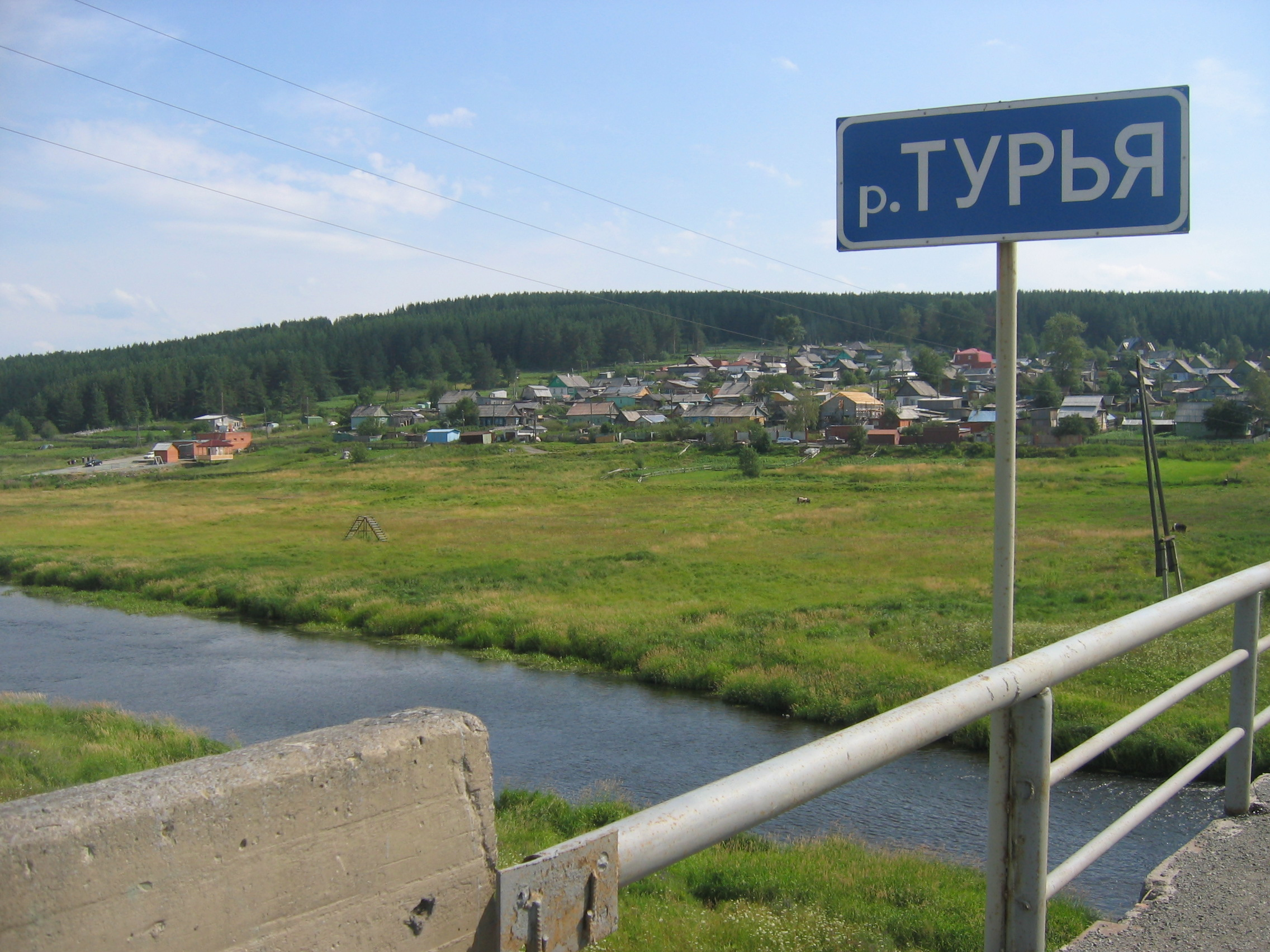
Вид на реку с моста на въезде в город Краснотурьинск

Русло реки каменистое, водная растительность — только местами, в основном у берегов, но встречается в виде островков в средней части русла. Берега в основном пологие, переходящие в широкую долину, но в районе алюминиевого завода левый берег отвесный. Здесь вдоль берега на 120 метров протянулись обнажения горных пород, сложенные доломитами, разбитые трещинами в результате процессов выветривания — высотой 36 метров.
На реке построена плотина (в мае 1943 года), перекрывающая реку. Благодаря этому образовалось Богословское водохранилище, протяжённостью 8 км от города Карпинска до города Краснотурьинска. Оно имеет ширину 152 метра. Максимальная глубина — 18 метров. Объём — 6 км³.

## Притоки
- 22 км: Подгарничная
- 24 км: Лоб
- 28 км: Устея
- 59 км: Лимка
- 73 км: Лапча
- 89 км: Симка
- 92 км: Княспинский Исток
- 104 км: Каменка[4]

## Экология
Загрязнителями реки являются промышленные предприятия, такие, как Богословский алюминиевый завод, совхоз «Краснотурьинский», Богословская ТЭЦ, жилищно-коммунальное хозяйство города Краснотурьинска.